# باخويس

باخويس هي سلسلة جبلية تقع اٍلى الغرب من محمية سورينام الطبيعية المركزية بسورينام، يوجد بها نشاط منجمي لاٍستخراج البوكسيت.